# Тир на Ног

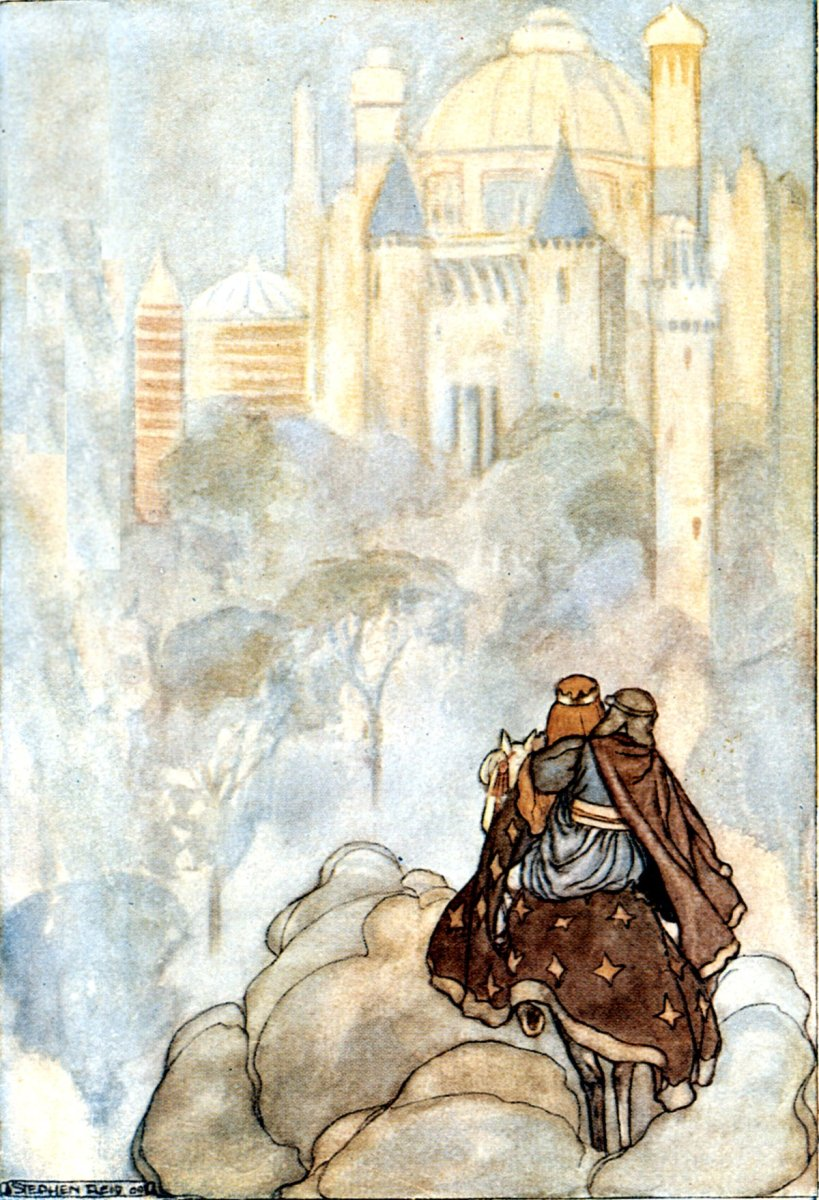
Оссиан и Нив на пути в Тир на Ног, иллюстрация из The High Deeds of Finn (1910)

Тир на Ног ([tʲiːɾˠ n̪ˠə ˈn̪ˠoːɡˠ], ирл. Tír na nÓg, др.‑ирл. Tír inna n-Óc) — в кельтской мифологии «остров юных», страна вечной молодости, остров вечной молодости — место, в котором все, по преданию, оставались молодыми, где нет болезней, а климат всегда не жарок и не холоден, нет голода и боли; место жительства Племён богини Дану. В устной традиции зачастую размещался в заливе Лисканнор, графство Клэр, на юг от Утёсов Мохер; в 1861 году Бриан О’Луни сделал запись, согласно которой это — город, расположенный между Лисканнором и Лехинчем.
Тир на Ног известен по легенде об Оссиане, благодаря стране вечной молодости дождавшемся встречи со святым Патриком. Фиан жил там со своей возлюбленной, относящейся к племени сидов, Нив Златоголовой. Согласно легенде, он прогостил там три недели, а потом решил вернуться, чтобы повидать старых товарищей. Нив дала ему белогривого скакуна, одного из тех, которые могли скакать по волнам, чтобы добраться до Тир на Ног, но предупредила, чтобы он не слезал со спины лошади, когда достигнет берегов Ирландии, так как иначе он не сможет вернуться. Приехав, Оссиан не смог найти друзей, а на месте пиршественного зала он обнаружил лишь развалины на холмах; в поиске друзей он упал с коня, который сразу пропал, как видение, а сам Оссиан превратился из молодого воина в старика. Когда его нашли в таком виде, то спросили, кто он; Оссиан ответил и спросил о своих друзьях. Люди решили, что он смеётся над ними, и рассказали, что его товарищи уже триста лет, как погибли в битве.
Согласно одному из вариантов легенды об Оссиане, сидой, вышедшей замуж за него, была дочь короля Тир на Ног. Друид предсказал королю, что тот будет править, если его не свергнет его зять (а каждые семь лет лучшие воины королевства сражались за место короля), и тогда он решил сделать так, чтобы на его дочери никто не женился — наколдовал ей вместо её головы свиную голову. Друид, пожалевший о предсказании, подсказал девушке, что заклятье снимется, если она выйдет замуж за одного из сыновей Финна Маккумайла.
В этой же легенде говорится, что святой Патрик подобрал Оссиана, и то заботился о нём, то обманывал его.
Существует одноименная музыкальная группа, исполняющая песни в стиле фолк-рок. В серии «Хроники Амбера» Роджера Желязны — летающий над столицей город, одно из отражений.